# 최대현 (1974년)
최대현(1974년 7월 7일 ~ )은 대한민국의 언론인이다.

## 경력
경복고등학교를 거쳐 서울시립대학교 도시공학과를 나온 뒤 ROTC로 임관하여 육군 중위로 전역하였고 1999년 4월 PSB 부산방송 아나운서와 2002년 1월 GTB 강원민방 아나운서를 거쳐 2003년 1월에 MBC 문화방송 아나운서로 입사하였다. 2011년 토요일 MBC 뉴스투데이, 2012년 주말 MBC 뉴스데스크를 거쳐 2012년 10월 9일부터 2013년 3월 15일까지 MBC 이브닝뉴스를 진행하였고, 2013년 3월 18일부터 MBC 정오뉴스를 진행했으며, 2015년 1월 1일부터 2017년 12월까지 MBC 생활뉴스를 진행했고, 동료 아나운서들의 성향 파악 문건 리스트를 작성하고 앵커멘트에서 특정 정당에 유리한 발언을 하는 등 선거 공정성 의무를 위반했다는 이유로 2018년 5월 23일 MBC에서 해고되었다.
이후 2018년 8월 26일을 기하여 정규재 한국경제신문 주필이 세운 언론사 펜앤드마이크에 프리랜서 신분으로 입사해 방송제작부장으로 재직했으며, 평일 저녁 6시에 유튜브에서 생방송으로 펜앤뉴스를 진행하다 퇴사 뒤 2020년 2월, 미래통합당에 입당하였다가 3개월 후 탈당을 한 적이 있다.

## 학력
- 상명대학교 사범대학 부속초등학교
- 청운중학교
- 경복고등학교
- 서울시립대학교 도시공학 학사
- 카이스트 사이언스 저널리즘 대학원 언론학 석사

## 주요 경력
- 1999년 ~ 2001년: PSB 부산방송 아나운서
- 2001년 ~ 2002년: GTB 강원민방 아나운서
- 2002년 ~ 2018년: MBC 아나운서국 아나운서
- 2013년 ~ 2018년: MBC 아나운서국 차장
- MBC 아나운서국 우리말 팀장
- 2018년 8월 ~ 2020년 1월: 펜앤드마이크 방송제작부장
- 2019년 7월 ~ 2019년 12월: 자유한국당 미디어특별위원회 위원
- 2020년 2월 ~ 2020년 4월: 미래통합당 4·15총선 중앙선거대책위원회 선대위대변인
- 공영언론 미래비전 100년 위원회 집행위원

## 진행
| 연도 | 방송사       | 프로그램       | 진행 기간                       | 비고   |
| ---- | ------------ | -------------- | ------------------------------- | ------ |
| 2011 | MBC          | MBC 뉴스투데이 | 2011년 12월 3일~2012년 1월 21일 | 토요일 |
| 2017 | MBC          | MBC 뉴스투데이 | 2017년 4월 15일~2017년 9월 23일 | 토요일 |
| 2012 | MBC          | MBC 뉴스데스크 | 2012년 6월 23일~2012년 10월 7일 | 주말   |
| 2012 | MBC          | MBC 이브닝뉴스 | 2012년 10월 9일~2013년 3월 15일 |        |
| 2013 | MBC          | MBC 정오뉴스   | 2013년 3월 18일~2015년 1월 2일  |        |
| 2015 | MBC          | MBC 생활뉴스   | 2015년 1월 2일~2017년 9월 28일  |        |
| -    | MBC          | 경제매거진 M   |                                 |        |
| 2019 | 펜앤드마이크 | 펜앤뉴스       | 2019년~2023년                   |        |

## 수상
- 2009년 한국어문기자협회 공로상
- 2015년 방송통신심의위원회 상반기 바른 방송언어 특별상
- 2015년 문화체육관광부 장관 표창